# Lemmings
Lemmings là một trò chơi điện tử giải đố qua bài được DMA Design phát triển và được Psygnosis phát hành lần đầu tiên cho Amiga năm 1991 và sau đó chuyển mã sang hàng loạt các nền tảng khác. Trò chơi do Mike Dailly và David Jones lập trình, lấy cảm hứng từ một hoạt hình đơn giản mà Dailly tạo ra khi nghịch thử Deluxe Paint.
Mục đích của trò chơi là hướng dẫn một đàn chuột lemming được nhân hóa vượt qua một số trở ngại để tới được một lối ra được chỉ định. Để tiết kiệm số lemming cần thiết để giành chiến thắng, người chơi phải xác định làm thế nào để chỉ định một số giới hạn các kỹ năng khác nhau cho các lemming cụ thể để thay đổi cảnh quan, ảnh hưởng đến hành vi của các lemming khác, hoặc để xóa bỏ chướng ngại để tạo ra một lối đi an toàn cho phần còn lại của đàn.
Lemmings là một trong những trò chơi video xuất sắc nhất đầu những năm 1990. Đây là trò chơi được đánh giá cao thứ hai trong lịch sử Amstrad Action, và đã được Next Generation coi là trò chơi lớn thứ tám của mọi thời đại vào năm 1996. Lemmings cũng là một trong những trò chơi video được chuyển nền tảng nhiều nhất và bán chạy nhất, và ước tính đã bán được tổng cộng khoảng 20 triệu bản trên các nền tảng khác nhau. Sự phổ biến của trò chơi cũng dẫn đến việc tạo ra một số sequel, bản làm lại và spin-off, và cũng là cảm hứng cho nhiều trò chơi khác.